# Didi (Schweizer Rapper)
Didi (* 1991; bürgerlich Didi Karaman) ist ein Schweizer Musikkünstler mit türkischen Wurzeln. Er produziert Musik in der Richtung Trap und Rap.

## Leben
Didi Karaman wurde 1991 als Sohn eines Türken und einer Schweizerin geboren.

## Musikalische Karriere
Schon früh entdeckte er seine Passion zum Rap und konnte 2006 seine ersten Akzente als Feature auf Skors Debütmixtape setzen.
Ab 2008 versuchte sich Didi als Teil des Duos «Ikara & Didi» einen Namen zu machen. Mit «De Batze Muss stimme» 2010 und mit «Karma» zwei Jahre später 2012 gelang es den zwei ambitionierten Rappern, die Akzeptanz der lokalen Szene zu erlangen.
Über die Jahre lernte man Gleichgesinnte mit ähnlichen Träumen und Zielen kennen, welche sich fortan mit dem Namen «ZH Gremlins» identifizierten und 2014 dann unter dem Namen «NoBasic» ein eigenes Label gründeten.
Im selben Jahr entschied sich Didi, seinen Fokus auf eine Solokarriere zu setzen. 2015 gelang es ihm, mit seiner Debütsingle «Frisch und Suber» unter anderem den Lyrics Award für den besten Song des Jahres zu holen. 2016 folgte dann das «Morukmodus»-Mixtape, welches vor allem mit der Hit-Single «Wer mir sind» grosse Wellen schlug und seine Relevanz in der Schweizer Rapcommunity bestätigte. Am 1. Dezember 2017 veröffentlichte er seine Debüt-Album «Kunst», das sich über 600 mal verkaufen und mehrmals 300’000 Streams verzeichnen konnte.

## Diskografie

### Alben
| Jahr | Titel        | Höchstplatzierung, Gesamtwochen, AuszeichnungChartsChartplatzierungen (Jahr, Titel, Platzierungen, Wochen, Auszeichnungen, Anmerkungen) | Anmerkungen                            |
| Jahr | Titel        | CH | Anmerkungen                            |
| ---- | ------------ | --- | -------------------------------------- |
| 2017 | Kunst        | CH21 (1 Wo.)CH | Erstveröffentlichung: 1. Dezember 2017 |
| 2019 | Morukmodus 2 | CH13 (2 Wo.)CH | Erstveröffentlichung: 7. Juni 2019     |
| 2020 | Morukmodus 3 | CH96 (1 Wo.)CH | Erstveröffentlichung: 17. April 2020   |

### Mixtapes
| Jahr | Titel      | Höchstplatzierung, Gesamtwochen, AuszeichnungChartsChartplatzierungen (Jahr, Titel, Platzierungen, Wochen, Auszeichnungen, Anmerkungen) | Anmerkungen                        |
| Jahr | Titel      | CH | Anmerkungen                        |
| ---- | ---------- | --- | ---------------------------------- |
| 2016 | Morukmodus | CH17 (1 Wo.)CH | Erstveröffentlichung: 13. Mai 2016 |

### Singles
- 2015: Frisch & Suber
- 2015: Elleboge Dobe (mit Piment, Bossnak)
- 2015: Hurricane (mit DAVE, Marash)
- 2016: Spiel
- 2018: Gangsht (041 Remix) (mit Mimiks, LCone, Marash, EffE, Pablo, ALI, Dave)
- 2019: Ume (mit Mimiks)
- 2019: Gift
- 2020: Waterfall
- 2020: Überlegg (mit Jamal, Don Fuego, Denaro)
- 2020: Energy
- 2021: Limmat (mit Luuk, Mykel Costa, DJ Ob One)
- 2021: Nazar
- 2021: Asphalt
- 2021: Hype
- 2022: Polar
- 2022: Sie Isch Wäg
- 2023: 10/10 (mit Jamal)
- 2023: Mélanger (mit Leduc)
- 2023: Wisswii&Sprit (mit Zid)
- 2023: No Stress (mit DVW, Naija03)
- 2023: Hayat (mit Nativ)
- 2023: Blaui Stund

## Auszeichnungen
- 2015: Lyrics Awards – Kategorie: «Best Song» (für Frisch & Suber)[5]